# 295
Cette page concerne l'année 295  du calendrier julien. Pour l'année 295 av. J.-C., voir 295 av. J.-C. Pour le nombre 295, voir 295 (nombre).
L'année 295 est une année commune qui commence un mardi.

## Événements
- 20 avril : passage de la comète de Halley[1].
- Dioclétien et Galère enrôlent de nombreux Carpes comme auxiliaires dans l'armée romaine, en application du traité passé avec eux[2].